# Oligota pedalis
Oligota pedalis är en skalbaggsart som beskrevs av Leconte 1866. Oligota pedalis ingår i släktet Oligota och familjen kortvingar. Inga underarter finns listade i Catalogue of Life.